# Anunciación Cavalcanti

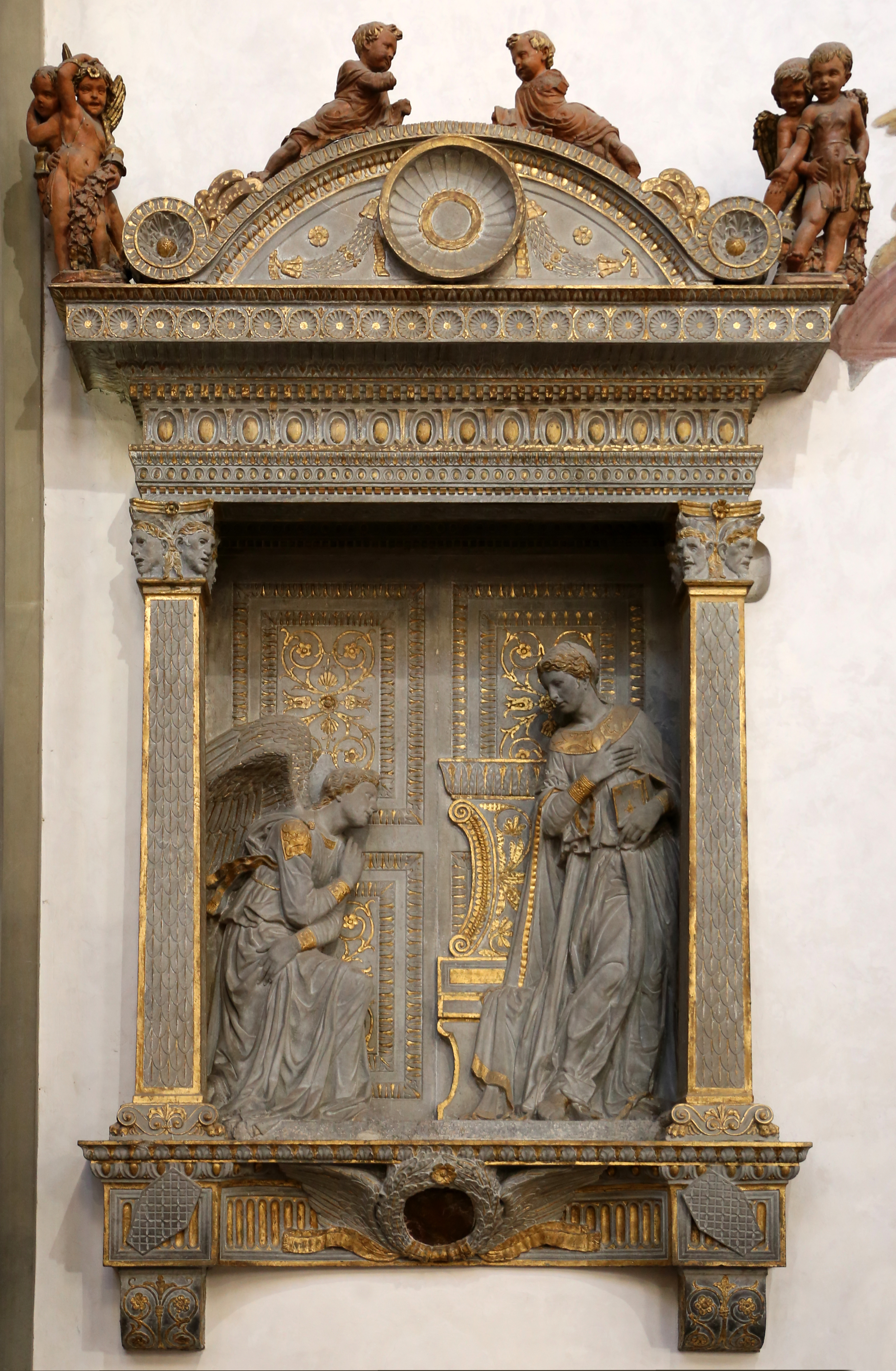
Tabernáculo de la Anunciación de Calvacanti por Donatello.

La Anunciación Cavalcanti de Donatello es una escultura en piedra arenisca gris, en algunas partes policromada y dorada. Tiene una medida de 218 x 168 cm. Se encuentra en la nave derecha de la basílica de Santa Cruz (Florencia). Datada alrededor de 1435 es una de las raras obras del gran escultor que se encuentra todavía en su lugar original. 

## Historia
El trabajo toma su nombre del hecho de que fue realizada por encargo de Niccolò Cavalcanti para su capilla funeraria, que en la actualidad no existe. La datación exacta de la obra ha sido objeto de muchas controversias, en parte debido a que Vasari la asoció con el Crucifijo de la Santa Cruz uno de los primeros trabajos de Donatello, mientras que en la actualidad se considera principalmente como una obra tallada entre el regreso de Roma en 1433 y salida del artista hacia Padua en 1443. El primero en datarlo en los años treinta fue Schmarsow en 1886, admitiéndolo también Semper en 1887, que modificó su anterior asignación.
Lorenzo el Viejo, hermano de Cosme de Médici se casó con Ginebra Cavalcanti, por lo que no se puede excluir la participación de los Médici en la concesión del encargo al gran escultor Donatello. 
La obra marca una desviación del solemne y dinámico estilo habitual de Donatello, que creó una escena de gran ternura y medida belleza. La datación de los años treinta fue obtenida principalmente por el estudio de la decoración arquitectónica, que según manifiesta Janson, parece un anuncio de colaboración con Michelozzo.
En 1884 fue restaurado el dorado y las operaciones de pulido  con intervenciones ligeras, debido a su excelente estado de conservación. En aquella ocasión Luigi del Moro, arquitecto del Museo dell'Opera de la Santa Cruz (Florencia), retiró los dos querubines situados sobre el cimacio por estar muy dañados. En 1900 se restablecieron después de su restauración.
En el siglo XVI también se informó de la presencia de una predela con historias de la vida de San Nicolás, identificable con la que se encuentra en el museo de la Casa Buonarroti. Algunos como Janson especulan que la predela, sin embargo parece realizada de unos veinte años más tarde.

## Descripción

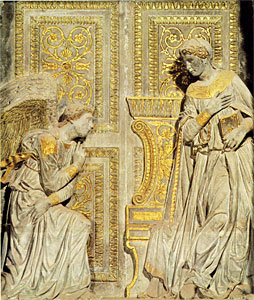
Centro del tabernáculo de la Anunciación Cavalcanti.

La Anunciación,  está inserta en un tabernáculo renacentista, que consta de una base, con el apoyo de dos ménsulas con los escudos de Cavalcanti y en el centro una corona alada con un disco de granito negro en su interior, liso, pero que parece que fue puesto para añadir una inscripción. Sobre esta base se apoyan dos pilastras  rectangulares decoradas con gran originalidad; los capiteles están adornados con máscaras en las esquinas, como también se pueden encontrar en el tabernáculo del Sant Jorge de Orsanmichele, realizado por Donatello en 1425. Por último, el entablamento se compone de varios marcos y molduras, con diversas decoraciones en dorado, hojas, rosetas etc, coronado por un cimacio semicircular, con dos rosetas a cada lado y una roseta central de ranuras y con relieves de guirnaldas. Por encima hay seis querubines de terracota con restos de policromía, dos situados en la parte superior y dos parejas de pie, en los laterales, realizados con una extraordinaria vitalidad y realismo; se mantienen abrazados como si tuvieran miedo de una caída a la vista de la considerable altura donde están colocados. El tabernáculo sirve como telón de fondo para la representación principal.
La escena de la Anunciación está situada en el centro, con un fondo ricamente decorado por marcos dorados recordando el gusto helenístico. Es plano y evita la complejidad típica de muchas arquitecturas ilusionistas en las representaciones pictóricas de la Anunciación. La rica ornamentación, sin embargo, no afecta en modo alguno a la tranquila concentración del encuentro sagrado.
Los dos protagonistas, el Ángel y la Virgen, están en alto relieve y representados en el momento inmediatamente después de la aparición angélica. 
La Virgen, colocada en el fondo en el momento de levantarse de un asiento en forma de lira, está capturada por sorpresa, con una mano en el pecho, con una reacción controlada, que en un principio puede parecer que se escapa, por la posición de las piernas y los pliegues de su vestidura que caen hacia la izquierda, pero su rostro se vuelve hacía el ángel. En la cara se lee una serena expresión de asombro, de humildad, de gratitud, de inteligencia y de virtud. Su figura está modelada de acuerdo con los ideales de la antigua anatomía, pero supera el antiguo arte con expresión de las emociones más profundas: Wirtz habla de "interioridad animada y espiritualidad sacada", que los antiguos no conocían. 
El ángel, arrodillado, la mira con dulzura y tímidamente, con un estrecho diálogo visual que hace la escena extremadamente ligera y viva. Carece de un elemento esencial de la iconografía tradicional: la paloma del Espíritu Santo, mientras el libro es un atributo típico de María que recuerda, como en este caso, que se está realizando un acto de las Sagradas Escrituras de los profetas. No presenta ninguna alusión al jardín cerrado (Hortus Conclusus) símbolo de la virginidad de María y el ángel no lleva el tradicional lirio (símbolo de pureza), tan común en las obras del Trecento y Quattrocento.